# Juca Show
José Aparecido da Conceição conhecido como Juca Show (São Paulo, 10 de novembro de 1944 — Belo Horizonte, 31 de dezembro de 2011) foi um futebolista brasileiro.

## Carreira
Juca Show começou a carreira no Uberaba e teve passagens de destaque, além do América-MG, pelo Náutico. Já no final da carreira, ele também atuou pelo Paysandu. 
Juca Show fez 71 jogos com a camisa do América-MG, sendo que obteve 21 vitórias, 29 empates e outras 21 derrotas, tendo anotado nove gols. Juca tinha como características a marcação e a boa chegada ao ataque. Foi homenagenageado no início de junho de 2010, quando ele colocou os pés na Calçada da Fama do Mineirão, que foi retirada para as reformas e será recolocada no novo estádio.
Juca Show faleceu em Belo Horizonte na madrugada do dia 31 de dezembro de 2011, aos 67 anos de idade.